# Іванова Євгенія Андріївна
Євгенія Андріївна Іванова (нар. 27 липня 1987 року) — російська ватерполістка, рухливий нападник «КИНЕФ-Сургутнефтегаз» і збірної Росії. Заслужений майстер спорту.

## Кар'єра
Водним поло почала займатися за рекомендацією батька — Андрія Володимировича (1959—2007) — колишнього Президента Федерації водного поло Нижегородської області, тренера. Також займався водним поло дід — Іванов Володимир Миколайович (1930—1975).
Виступала за «Олімп», підмосковний «Штурм-2002» і «Югру» (2013/14). Срібний призер чемпіонатів Росії (2012, 2013).
У складі збірної Росії тричі (2006, 2008, 2010) ставала чемпіонкою Європи. А в 2011 році стала бронзовим призером чемпіонату світу.
У 2011 році стала майстром спорту міжнародного класу.
Учасниця Олімпіади-2012 в Лондоні.

## Нагороди
- Медаль ордена «За заслуги перед Вітчизною» II ступеня (25 серпня 2016 року) — за високі спортивні досягнення на Іграх XXXI Олімпіади 2016 року в місті Ріо-де-Жанейро (Бразилія), проявлену волю до перемоги[6].
- Почесна грамота Президента Російської Федерації (2013) — за високі спортивні досягнення Всесвітньої літньої універсіади 2013 року в місті Казані.